# Kasper Harju
Kasper Harju (2000) è un giocatore di football americano finlandese, che gioca come wide receiver per i Seinäjoki Crocodiles.